# PLOS ONE
PLOS ONE é uma revista científica de acesso livre disponível apenas online, publicada pela Public Library of Science. Cobre principalmente pesquisa primária de qualquer disciplina na área da ciência e medicina. Os artigos enviados são submetidos a peer review antes de serem publicados, mas não são excluídos em razão de eventual falta de importância ou de aderência a um campo científico. A plataforma online da PLOS ONE tem funcionalidades pós-publicação, de discussão por parte de utilizadores e de classificação. Os artigos da PLOS ONE estão indexados no PubMed, MEDLINE, PubMed Central, Scopus, Google Scholar, Chemical Abstracts Service (CAS), RefAware, EMBASE, AGRICOLA, Zoological Records e Web of Knowledge. O fator de impacto da publicação é 2.776 (2018-2019).